# توزيع أفلام

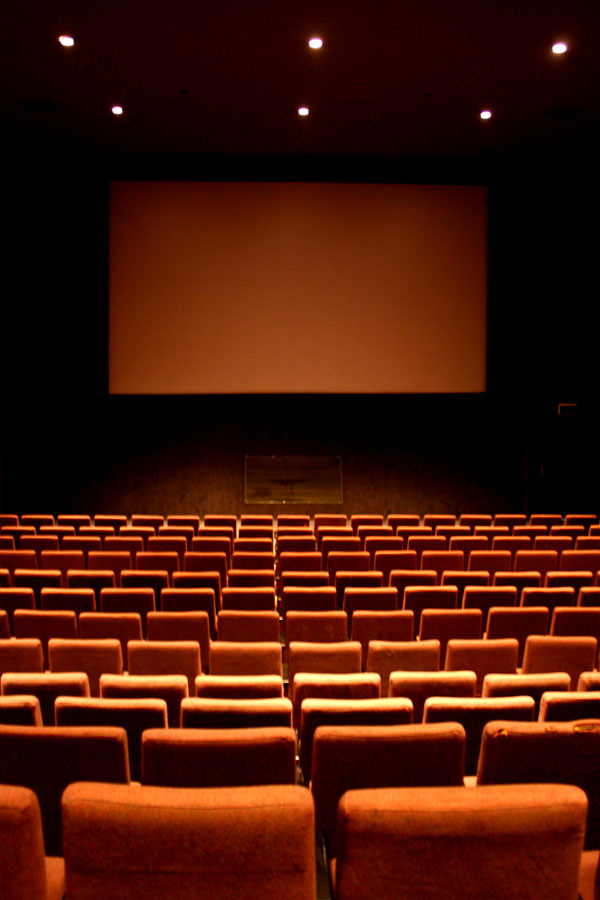

توزيع الأفلام هي عملية تقوم بها شركة أو فرد تكون عليهم مسؤولية إصدار الأفلام إلى الجمهور وذلك إما عن طريق عرضها في الدور السينمائية أو لعرضها مباشرة في المنازل عن طريق عملية تدعى التسلية المنزلية أو الأفلام المنزلية وذلك عن طريق بعض الوسائل مثل: أقراص الدي في دي، خدمة الفيديو حسب الطلب، التنزيل من الإنترنت، أو عن طريق برامج التلفزيون.

## التوزيع القياسي
هذا النمط من التوزيع يتبع نموذج أعمال معين يسمى "نطاق الإصدار". حيث تم العمل على نظام نطاق الإصدار في بداية الثمانينيات وذلك إبان ظهور عصر الفيديو المنزلي، حيث ظهر هذا النظام كإستراتيجية لمنع حالات التنافس بين الأفلام على طرق العرض المتوفرة في ذلك الوقت، مما يعطي فرصة كافية لأي فلم ليتم طرحه في الأسواق (دور السينما، الفيديو المنزلي، والتلفزيون) بحسب أوقات مختلفة وبشكل منظم. ويتبع هذا النظام نطاقات توزيع مرتبة زمنيا هي:

### النطاق السينمائي
حيث يتم في هذا النطاق توزيع الفلم على دور السينما لعرضها على الجمهور وذلك لمدة 16 أسبوعا تقريبا ليتمكن الفلم من الدخول ضمن النطاق التالي.

### نطاق الفيديو
في هذا النطاق يتم إصدار وتوزيع الفلم على أقراص الفيديو (الدي في دي) أو أقراص البلوراي وتسويقها لعدة أشهر لينتقل إلى النطاق التالي.

### النطاق التلفزيوني
في هذا النطاق يتم توزيع وإصدار الفلم وعرضه عن طريق التلفزيون ويكون على مرحلتين:
- عرض الفلم من خلال خدمة الفيديو حسب الطلب أو التلفزيون المدفوع.
- بعد سنتين من عرضه في الدور السينمائية يتم عرض الفلم على شاشات التلفزيون وعبر القنوات الفضائية المجانية

## التوزيع المتزامن
في هذا النوع من التوزيع يتم إصدار الفلم وتوزيعه بشكل متزامن عبر كافة القنوات المتوفرة، بحيث يتم عرضه في السينما وإصداره على أقراص الدي في دي والإنترنت إما بنفس الوقت أو خلال فترات متقاربة جدا من الزمن.

## التوزيع المباشر للفيديو
يتم من خلال هذا النوع من التوزيع إصدار الفلم على شكل فيديو مباشرة (إما على شكل أشرطة فيديو أو أقراص)، وهذا النوع من التوزيع يتم بحق الأفلام التي تكون صيغتها بصيغة الفيديو (VHS - DVD ... إلخ) دون عرضه ضمن النطاق السينمائي.

## التوزيع من خلال الإنترنت
وهو ما يطلق عليه مسمى التوزيع رقمي وهو حديث ويواجه العديد من المشاكل، خصوصا فيما يتعلق بمصادر هذه الأفلام التي يتم توزيعها وإن كانت قانونية أم لا، كما أن القيمة الخاصة بالأفلام التي يتم تنزيلها غير معروفة وتتم عن طريق عملية غير منظمة، ولذلك فإن مخاطر هذا التوزيع كبيرة على الأقل في الوقت الحالي.

## إنظر أيضا
- فلم فيديو
- دي في دي